# Monumento ao Expedicionário
O Monumento ao Expedicionário é um arco do triunfal localizada no Parque Farroupilha, também conhecido como Redenção, na cidade de Porto Alegre, Rio Grande do Sul, Brasil. Inaugurado em 1957, o monumento foi idealizado como uma homenagem aos soldados brasileiros da Força Expedicionária Brasileira (FEB) que lutaram na Segunda Guerra Mundial.
O modelo arquitetônico do monumento segue um estilo neoclássico, com linhas simétricas e proporções monumentais, projetado pelo escultor Antônio Caringi, em colaboração com o arquiteto Luiz Carlos de Nascimento e Silva. A peça central é formada por uma estrutura de granito que suporta uma estátua de bronze, simbolizando a bravura e o sacrifício dos expedicionários brasileiros. Com uma altura total de aproximadamente 17 metros, o monumento impressiona não apenas pelo seu porte, mas também pelos detalhes minuciosos que adornam a escultura. Além de seu propósito memorialístico, a obra é um marco cultural e histórico, promovendo o reconhecimento dos esforços brasileiros em eventos globais, além de ser um ponto turístico de destaque na cidade.

## História
Após o término da Segunda Guerra Mundial, em 1945, cresceu o desejo de homenagear os expedicionários que arriscaram suas vidas pela liberdade. Em 1946, o jornal Correio do Povo lançou a ideia de construir um monumento em Porto Alegre. Esse movimento culminou em um concurso público para escolher o projeto. O projeto vencedor foi o do escultor Antônio Caringi, famoso também por sua obra "Estátua do Laçador", em colaboração com o arquiteto Luiz Carlos de Nascimento e Silva.
A construção começou em meados da década de 1950, após o levantamento de fundos através de doações e apoio do governo. Em 16 de julho de 1957, o monumento foi oficialmente inaugurado no Parque Farroupilha, local simbólico e central em Porto Alegre, na região central do parque onde fica localizado entre o Colégio Militar na rua José Bonifácio e os espelhos de água no interior do Parque Farroupilha.
Desde sua inauguração, o monumento se tornou palco de cerimônias cívicas e militares, especialmente em datas como o Dia da Vitória e o Dia do Expedicionário. É também um ponto turístico e cultural importante, representando a memória histórica da participação brasileira no cenário global. Onde atrai artistas de rua aos sábados e domingos para a realização de obras performáticas, já que nestes dias acontecem na rua José Bonifácio um brique de rua.

## Monumeto

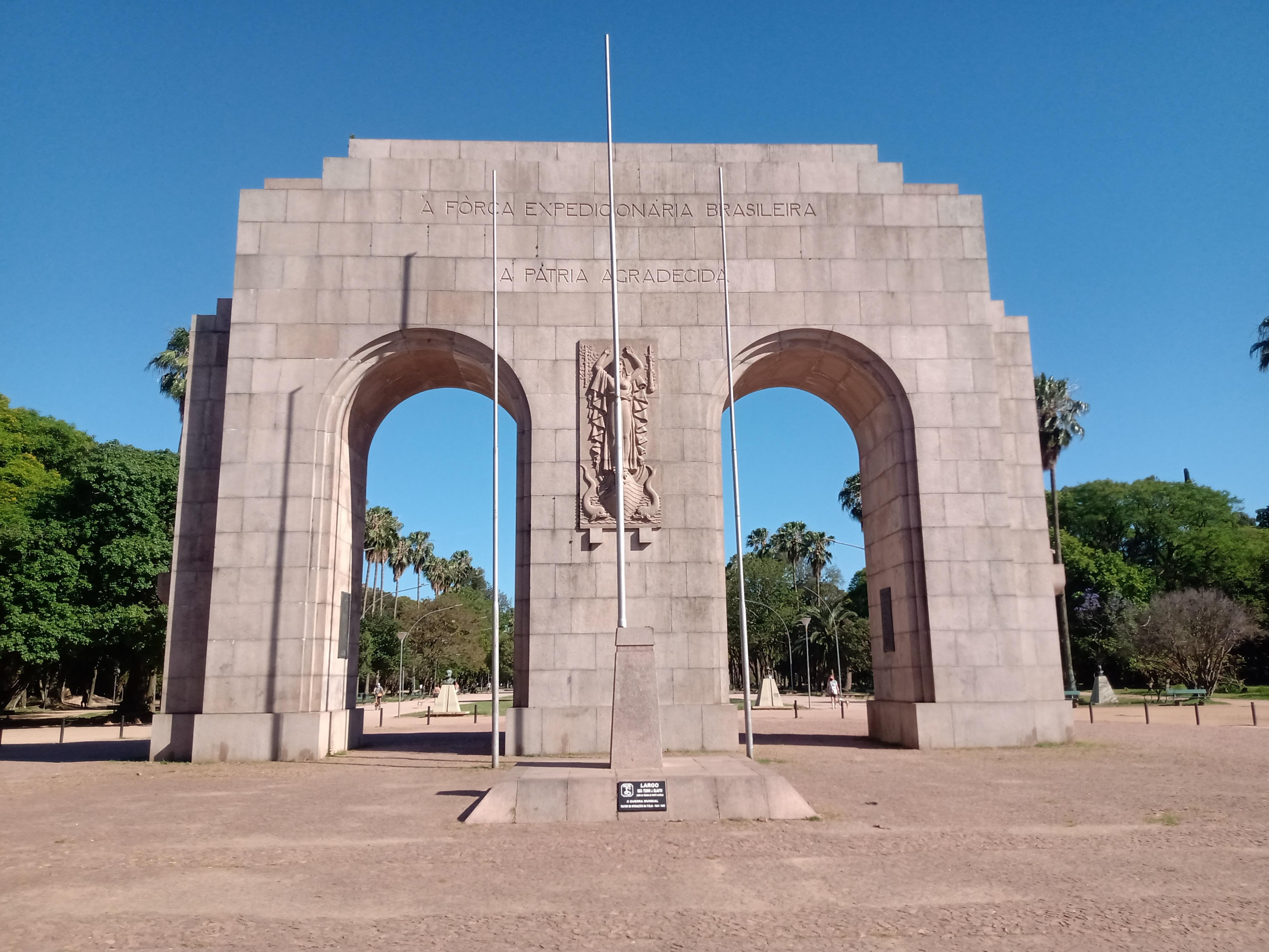
Vista do monumento desde a rua José Bonifácio

Ele é caracterizado por um arco duplo de granito com uma estrutura simétrica e adornos em bronze. Cada face do monumento possui elementos simbólicos que representam diferentes aspectos da participação brasileira no conflito. Em sua face frontal (de frente para a rua José Bonifácio), apresenta um grande arco com esculturas em relevo que representam soldados das diversas armas das forças armadas: infantaria, artilharia, cavalaria, entre outras. E um brasão da Força Expedicionária Brasileira está localizado ao centro, simbolizando a unidade e o sacrifício da tropa. Com a frase: "À Força Expedicionária Brasileira - A Pátria agradecida".

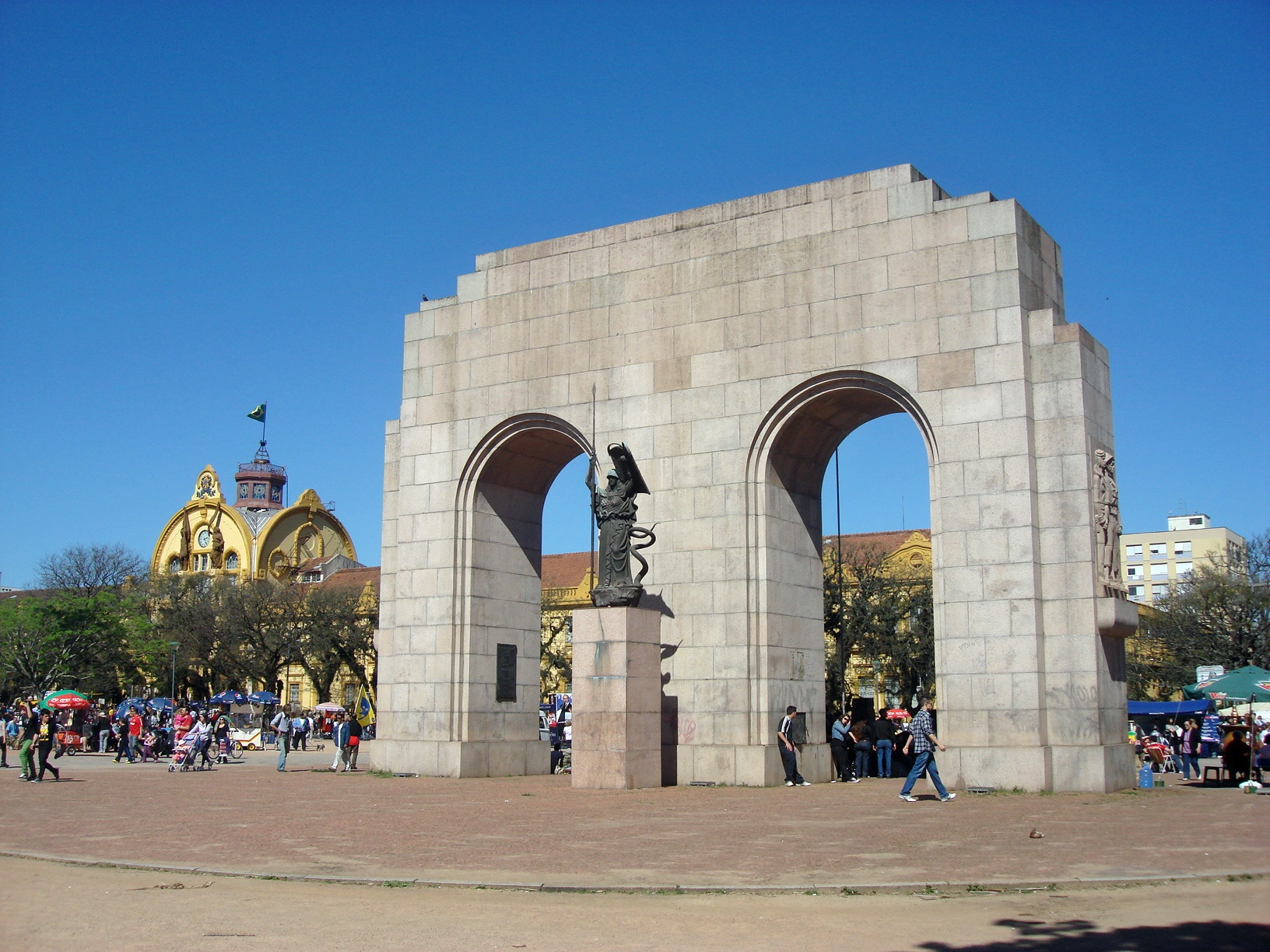
Vista do monumento desde o interior do parque

Em sua face posterior (de frente para o Parque Farroupilha), exibe uma estátua de bronze conhecida como "Vitória Alada" ou "Bravura", representando a figura de uma mulher alada. Essa imagem é uma alegoria à vitória, à coragem e ao espírito guerreiro dos soldados. Também estão esculpidos elementos que remetem aos esforços militares e à luta pela liberdade.
Na face lateral direita (leste), há um baixo-relevo que retrata três pracinhas, sendo que um deles está com os braços levantados, formando um "V" em sinal de vitória. Na face latera esquerda (oeste), há um baixo-relevo onde os pracinhas agora estão marchando junto a símbolos bélicos, representando o progresso.
Em seu interior existe uma espécie de túmulo simbólico, onde estão presentes duas placas de bronze: uma contendo o nome de 18 combatentes gaúchos que faleceram na campanha da Itália durante a Segunda Guerra Mundial, onde está presente os dizeres "preito de saudade" e outra contendo os nomes dos marinheiros da Marinha Mercante gaúchos que morreram nos afundamentos de navios brasileiros. Uma terceira placa cita todas as batalhas que envolveram a FEB durante a Segunda Guerra Mundial, bem como suas datas de início.
|  |  |  |